# Loustal
Pour les articles homonymes, voir Loustal (homonymie).
Jacques de Loustal, qui signe couramment Loustal, né le 10 avril 1956 à Neuilly-sur-Seine, est un auteur de bande dessinée et illustrateur français.

## Biographie

### Famille
La famille de Loustal est une famille d'ancienne bourgeoisie du Béarn. Jacques de Loustal (1876-1945), son grand-père est général de division (ESM St-Cyr. Promo 1896-1898. Grandes Manœuvres). Grand officier de la Légion d'Honneur. Son père Charles-Jean de Loustal (1911-1996) est général de division aérienne (ESM St-Cyr. Promo 1931-1933. Tafilalet).

### Carrière
Étudiant en architecture à l'École nationale supérieure des beaux-arts de Paris, Jacques de Loustal fait ses débuts dans le fanzine Cyclone édité par des élèves du lycée de Sèvres où il publie en 1977 son premier album, sans titre, en collaboration avec Tito, créateur de Cyclone.
Puis, tout en poursuivant ses études, il réalise des illustrations pour le magazine Rock & Folk où il rencontre Philippe Paringaux. Ce dernier lui écrit plusieurs scénarios de bandes dessinées publiées dans les magazines Métal hurlant et (À suivre). Ensemble, ils signent plusieurs albums dont Barney et la note bleue, ainsi que New York Miami, Clichés d’Amour, Cœurs de sable, Kid Congo, Le sang des voyous, etc. Leur album  Cœurs de sable  est lauréat du Prix Max et Moritz de la meilleure publication de bande dessinée en 1986. En 1998, Kid Congo reçoit l'Alph-Art du meilleur scénario au festival d'Angoulême.
Loustal a travaillé avec des écrivains tels Jérôme Charyn (Les frères Adamov, White Sonya) ou Jean-Luc Coatalem (Jolie mer de Chine et Rien de neuf à Fort Bongo) dont il a illustré les romans et histoires ou qui ont écrit autour de ses dessins. Il a signé, en 2008, Coronado, une adaptation en bande dessinée d’une nouvelle de Dennis Lehane et publié, en 2010, avec Tonino Benacquista au scénario, Amours insolentes – 17 variations sur le couple. Il mène un travail d’illustration autour de l’œuvre de Georges Simenon pour les Éditions Omnibus et publie régulièrement des livres pour enfants.
Parallèlement à ses activités d'auteur de bande dessinée, Loustal réalise un important travail d’illustrateur. Outre pour l'édition, il travaille pour la presse : The New Yorker fait régulièrement appel à lui pour ses couvertures, il dessine pour Beaux Arts Magazine, Senso, GEO, et de nombreux magazines à l’étranger. Il illustre régulièrement des affiches de films de cinéma, dont celle d’Un monde sans pitié d’Éric Rochant en 1989. La publicité le sollicite souvent pour accompagner ses campagnes grand public ou des travaux plus confidentiels.
Grand amateur de voyages, il rapporte régulièrement de ses périples des carnets de dessins qu’il publie en recueil depuis 1990.
Il réalise aussi des étiquettes pour un viticulteur.
Le style graphique de Loustal, principalement réalisé en couleur directe, est particulièrement reconnaissable sous toutes ses formes, pinceau, plume, encre, peinture, fusain. Artiste prolifique, Loustal se caractérise dans le monde du 9e art et de l’illustration en s'inspirant plus de la peinture (le fauvisme, David Hockney, etc.) et du cinéma (Wim Wenders) que de la bande dessinée. Il a peu recours au phylactère, privilégiant les textes « off » ou le récitatif.
Il expose régulièrement ses peintures et dessins dans des galeries en France et en Europe.
Amateur de photographie, il prend régulièrement des clichés lors de ses voyages, saisissant alors paysages, voitures, et architectures, dont il s’inspire parfois pour des dessins. L’éditeur Alain Beaulet a depuis 2007 publié plusieurs petits livres rassemblant ses œuvres photographiques.
À ce jour[Lequel ?] et tous genres confondus, Jacques de Loustal a publié plus de 80 ouvrages.

## Publications

### Bandes dessinées
- 1980 : New York-Miami (avec Philippe Paringaux, Humanoïdes Associés)
- 1982 : Clichés d’amour (avec Philippe Paringaux, Humanoïdes Associés)[6]
- 1983 : Zenata Plage (Magic Strip)
- 1984 : Insolite (Le Seuil)
- 1985 : Arrière-saison (Albin Michel)
- 1985 : Cœurs de sable (avec Philippe Paringaux, Casterman). Prix Max et Moritz 1986 de la meilleure publication de bande dessinée
- 1985 : Viviane, Simone et les autres (avec M. Fournier, Futuropolis)
- 1987 : Barney et la note bleue, avec Philippe Paringaux, Casterman[7]
- 1991 : Mémoires avec dames (avec Jean-Luc Fromental, Albin Michel)
- 1991 : Les Frères Adamov (avec Jerome Charyn, Casterman)
- 1994 : Un garçon romantique (avec Philippe Paringaux, Casterman)[8]
- 1997 : Kid Congo (avec Philippe Paringaux, Casterman)
- 2000 : White Sonya (avec Jerome Charyn, Casterman)[9],[10]
- 2002 : Jolie mer de Chine (avec Jean-Luc Coatalem, Casterman)[11]
- 2004 : Rien de neuf à Fort-Bongo (avec Jean-Luc Coatalem, Casterman)[12]
- 2005 : Une passion Cubaine (avec Miguel Barnet et Patrice Guillon, Coprava, (ISBN 2952358303))
- 2005 : La Nuit de l'alligator (réédition de New York-Miami et Clichés d’amour, Casterman)
- 2006 : Le Sang des voyous (avec Philippe Paringaux, Casterman)
- 2009 : Coronado (avec Dennis Lehane, Casterman collection « Rivages/Noir »)
- 2010 : Les Amours insolentes, avec Tonino Benacquista, Casterman[5]
- 2012 : Pigalle 62.27, avec Jean-Claude Götting, Casterman[13]
- 2016 : Barney et la Note Bleue (édition Anniversaire), avec Philippe Paringaux, Casterman
- 2016 : Black dog, avec Jean-Claude Götting, Casterman[14],[15]
- 2019 : Bijou, avec Fred Bernard, Casterman[16],[17]
- 2021 : La note bleue et autres récits,  compilation des albums avec Philippe Paringaux (Casterman)

### Albums de dessins
- 1980 : Une Vespa, des lunettes noires, une Palm Beach, elles voudraient en plus que j’aie de la conversation (éd. Rudler)
- 1986 : Pension Maubeuge (avec CharlÉlie Couture, éd. Carton)
- 1988 : Lumières du jour (Humanoïdes Associés)
- 1989 : Ciné-Romans (Comixland)
- 1991 : 19 pastels (Silicom)
- 1989 : 80% Luftfeuchtigkeit (Schreiber & Leser)
- 1994 : Duo (L'Atelier Médicis)
- 1994 : La Couleur des rêves (avec Philippe Paringaux, Casterman)
- 1996 : Java (Éditions Christian Desbois)
- 1998 : Soleils de nuit, avec Philippe Paringaux, Casterman
- 1989 : Ivoire (Christian Desbois)
- 2001 : Ce qu'il attendait d'elle (Alain Beaulet)
- 2002 : Îles et elles, avec Philippe Paringaux, Casterman
- 2003 : Fusain (Pyramide)
- 2007 : Attraverso la citta/à travers la ville (Tricromia)
- 2007 : Panoramas - regards avec Philippe Paringaux (Casterman/Christian Desbois)
- 2008 : Histoires d'elles (Zanpano)
- 2009 : Andrée, vous ne répondez rien? (450 ex numérotés signés, Éditions La pionnière)
- 2011 : Nomenclatures, Alain Beaulet
- 2011 : Livre à colorier, Casterman
- 2022 : Peintures (Les cahiers dessinés)

### Albums de dessins de voyages
- Carnets de voyages :

1. 1990 : 1981-1989 (Futuropolis)
2. 1997 : 1991-1996 (Le Seuil)
3. 2000 : 1997-1999 (Le Seuil)

- 1988 : V comme Engeance (avec Tito Topin, éd. Autrement)
- 1994 : Sud  (Alain Beaulet)
- 1996 : Java  (Christian Desbois)
- 1998 : Voyage en Méditerranée  (Korinsha press)
- 2007 : Nord  (Alain Beaulet)
- 2008 : Porquerolles, carnet de voyage (éd. Nuages)
- 2009 : Dessins d’ailleurs[18] (La Table Ronde)
- 2012 : South African Road Trip (Éditions Zanpano)
- 2014 : Esprits d’ailleurs (La Table Ronde)
- 2015 : Loustal, collection carnets nature (Plume de carotte)
- 2015 : Carthagène avec des photos de Raymond Depardon, collection Aire libre, Dupuis
- 2020 : Aux  antipodes (La Table Ronde)

### Ouvrages illustrés
- 1988 : Le Périgord noir de Claude Michelet et Anne-Marie Cocula ; Paris : Autrement,  (ISBN 2-86260-266-3)
- 1992 : Sous la lumière froide de Pierre Mac Orlan, Futuropolis
- 1995 : 50 000 dinars, avec Jean-Luc Coatalem, éd. Reporter
- 1996 : Une romance de Jerome Charyn (Mille et une nuits)
- 1998 : Touriste de bananes de Georges Simenon, Vertige Graphic)
- 2000 : Le client le plus obstiné du monde de Georges Simenon, Carnets Omnibus
- 2000 : On ne tue pas les pauvres types de Georges Simenon (Carnets Omnibus)
- 2001 : Ceux du grand café de Georges Simenon (Carnets Omnibus)
- 2001 : Menaces de mort de Georges Simenon (Carnets Omnibus)
- 2002 : Maigret et l'inspecteur Malgracieux de Georges Simenon (Carnets Omnibus)
- 2002 : Le témoignage de l'enfant de chœur de Georges Simenon (Carnets Omnibus)
- 2004 : Les frères Rico de Georges Simenon (Omnibus)
- 2009 : Le Rappel de Boris Vian (Les Cent Unes, société de femmes bibliophiles)
- 2010 : Rubio y Morena de Tennessee Williams (Les Francs Bibliophiles)
- 2013 : Façon «Série Noire» ( avec Henri Vernes) (Pierre d'Alun)
- 2016 : Un nouveau dans la ville (Ouvrages Illustrés)
- 2018 : "Le passager clandestin" de Georges Simenon (Omnibus)
- 2020 : "Cartes Postales" de Henri Levet (ed. Martin de Halleux)
- 2023 : "Simenon, l'Ostrogoth"  (avec Jean-Luc Fromental, Omnibus)

### Livres de photographie
- 2007 : Argentiques  (Alain Beaulet)
- 2008 : Les Horizons  (Alain Beaulet)
- 2009 : Cars  (Alain Beaulet)
- 2013 : Zenata 82  (Alain Beaulet)

### Livres pour la jeunesse
- 1987 : Les doigts rouges, texte de Marc Villard, Syros
- 1988 : Le Prince et Martin Moka, texte de Jerome Charyn (Syros)
- 1994 : Le Roi du jazz, texte d'Alain Gerber (Bayard collection « Je bouquine »)
- 1997 : Gaby, texte de Pierre Coré, Seuil Jeunesse
- 1998 : Contes de la forêt vierge, texte de Horacio Quiroga (Seuil/Métailié)
- 1999 : Dune, texte de Paringaux (Seuil Jeunesse)
- 2000 : Lettres d'un chasseur, texte de Horacio Quiroga (Seuil/Métailié)
- 2006 : Le petit chacal et le vieux crocodile, texte de Manfeï Obin (Seuil Jeunesse)
- 2008 : La ballade de Pat Garrett et Billy The Kid, texte de Taï-Marc le Thane, Seuil Jeunesse
- 2011 : Asdiwal L'Indien qui avait faim tout le temps, texte de Jean-Patrick Manchette, Gallimard Jeunesse[19]
- 2020 :Oscar et la baleine carrée (Les Arènes)

### Participations à des ouvrages collectifs
- 1987 : Les magiciens d'eau, collectif au profit de la Fondation Balavoine (Bandes Originales)
- 1988 : Le jour en plus (Alain Beaulet)
- 1990 : Rock Cartoon (Art Moderne)
- 1995 : Il était une fois…, adaptation de Le Roi grenouille
- 1999 : No suicide (ouvrage pour la Fondation Children Action, Genève)
- 2001 : Un regard intime sur Paris (AGPI, Genève)
- 2003 : La Bible illustrée, Bayard Editions / Centurion
- 2005 : Monsieur Mouche (Zanpano)
- 2007 : Chaplin (Bayard-MK2)
- 2007 : Traits métis, ouvrage sur Yannick Noah, (éd. Delcourt)
- 2008 : Je voudrais pas crever, Poèmes de Boris Vian illustrés en hommage à Martin Matje (éd. Les Allusifs, Québec)
- 2009 : Bruxelles – 20 ans – 20 auteurs  (éd. Brussels Comics 2009)
- 2009 : Les films du Crayon, (Alain Beaulet)
- 2009 : Petit Larousse illustré édition 2010 (Larousse).
- 2009 : A la frite sauvage (Alain Beaulet)
- 2011 : Rock'n'roll antédiluvien (BD Music)
- 2011 : Portraits sous influence (Éditions du Festival de BD de Solliès Ville)
- 2011 : Rock Strips come back (Flammarion)

### Mur peint
- 1992 : mur consacré à Loustal par Mur'Art au 82 rue Marietton dans le quartier de Vaise à Lyon.
- 2001 : Mur peint au rond point de la Madeleine à Angoulême

### Signalisation routière
Loustal a réalisé plusieurs illustrations pour orner les « panneaux marron » à intérêt touristique qui bordent les autoroutes du massif des Alpes.

## Prix
- 1986 :  Prix Max et Moritz de la meilleure publication de bande dessinée[3] pour Cœurs de sable (avec Philippe Paringaux au scénario
- 2017 : Festival Polar de Cognac : Polar d'honneur[réf. souhaitée]

#### Articles et chapitres d'ouvrages
- Patrick Gaumer, « Loustal », dans Dictionnaire mondial de la BD, Paris, Larousse, 2010 (ISBN 9782035843319), p. 535-536.
- Pierre-Yves Skrzypczak, « Bibliographie Loustal », P.L.G., no 21,‎ automne 1986, p. 34-35.

#### Entretiens
- Jacques de Loustal (int. par Thierry Décombas et Pierre-Yves Skrzypczak), « Loustal », P.L.G., no 21,‎ automne 1986, p. 20-33.
- Paul Gillon et Jacques de Loustal (int. par Luc Duthil), « Gillon, Loustal : Deux écoles se parlent », Les Cahiers de la BD, no 87,‎ décembre 1989, p. 38-45.
- Loustal (int. par Jean-Pierre Fuéri), « Loustal à tous vents », BoDoï, no 17,‎ mars 1999, p. 72-76.
- Loustal (interviewé) et Frédéric Bosser, « Clair-obscur à Cherbourg », dBD, no 22,‎ avril 2008, p. 12-15.